# Luis Sánchez Cuervo
Luis Sánchez Cuervo (Carrión de Calatrava, 21 de junio de 1876-Vicálvaro, 28 de noviembre de 1936) fue un ingeniero español. .

## Biografía
Ingeniero de caminos, canales y puertos, fue el número 1 de su promoción y fue catedrático de electrotecnia de la Escuela Especial de Ingenieros de Caminos y profesor de matemáticas en la Academia de Aguilar. Como director general de Obras Públicas hizo numerosos estudios para construir ferrocarriles eléctricos, como la rampa de Pajares, así como de aprovechamientos hidráulicos y líneas eléctricas.
Vocal de la Comisión Permanente Española de Electricidad y de la Comisión Internacional Electrotécnica, miembro de la Societé Française des Electriciens. En 1922 fue elegido académico de la Real Academia de Ciencias Exactas, Físicas y Naturales, ingresando con el discurso La energía y de la que sería Secretario de la Sección de Ciencias Físicas.
La guerra civil española le sorprendió en Vicálvaro, donde estaba destinado como ingeniero jefe. Detenido el 28 de noviembre de 1936, fue asesinado poco después.